# Horné Saliby
Horné Saliby és un poble i municipi d'Eslovàquia que es troba a la regió de Trnava, a l'oest del país. El 2023 tenia 3.200 habitants.

## Història
La vila fou fundada el 1237.

## Demografia
| Godina             | 1994 | 2004   | 2014   | 2024   |
| ------------------ | ---- | ------ | ------ | ------ |
| Nombre de persones | 3046 | 3156   | 3226   | 3169   |
| Diferència         |      | +3,61% | +2,21% | −1,76% |

| Godina             | 2023 | 2024   |
| ------------------ | ---- | ------ |
| Nombre de persones | 3200 | 3169   |
| Diferència         |      | −0,96% |